# Pleocnemia leuzeana
Pleocnemia leuzeana är en ormbunkeart som först beskrevs av Gaud., och fick sitt nu gällande namn av Presl. Pleocnemia leuzeana ingår i släktet Pleocnemia och familjen Tectariaceae. Inga underarter finns listade.